# Stephanie Bürger
Stephanie Bürger (* 10. September 1982 in Aalen, Baden-Württemberg) ist eine deutsche Filmregisseurin und Journalistin. Ihr Erstlingswerk Nach der Stille, das in Zusammenarbeit mit der Regisseurin Jule Ott und dem Produzenten Marcus Vetter entstand, wurde zum ersten Mal auf dem Münchener Filmfest gezeigt und erhielt den Horizonte-Filmpreis auf dem Fünf Seen Filmfestival 2011.

## Leben
Stephanie Bürger studierte Medienwissenschaft in Augsburg und Tübingen. 2009 schloss sie mit einer Arbeit über Videojournalismus ab und verbrachte danach ein halbes Jahr im Westjordanland und Israel. Bürger lebt in München.

## Festivalteilnahmen
- Dezember 2011: Dubai International Film Festival, Kategorie: Arabian Nights (Vereinigte Arabische Emirate)
- Oktober 2011: Haifa International Film Festival (Israel)
- Oktober 2011: Unabhängiges FilmFest Osnabrück, Kategorie: Friedensfilmpreis (Deutschland)
- Juli 2011: Internationales Filmfest München, Kategorie: Neue deutsche Kinofilme (Deutschland)

## Filmografie
- 2011: Nach der Stille

## Auszeichnungen
- 2011: Horizonte Film Preis[1], Fünf Seen Filmfestival (Deutschland)
- 2011: Grand Prix de Ryszard Kapuscinski, Filmfestival Camera Obscura (Polen)
- 2012: 45. Gold Remi, 45. Annual WorldFest Houston (USA)